# Vezzano Ligure
Vezzano Ligure är en ort och kommun i provinsen La Spezia i regionen Ligurien i Italien. Kommunen hade 7 347 invånare (2018).